# Dvorišće (Glina)
Dvorišće (1948 és 1991 között Dvorište) falu Horvátországban, Sziszek-Monoszló megyében. Közigazgatásilag Glinához tartozik.

## Fekvése
Sziszek városától légvonalban 24, közúton 33 km-re délnyugatra, községközpontjától légvonalban 3, közúton 6 km-re északra, a Glina folyó bal partján fekszik.

## Története
Dvorišće a környék számos településéhez hasonlóan a 17. század vége felé népesült be. 1696-ban a szábor a bánt tette meg a Kulpa és az Una közötti határvédő erők parancsnokává, melyet hosszas huzavona után 1704-ben a bécsi udvar is elfogadott. Ezzel létrejött a Báni végvidék, horvátul Banovina (vagy Banja), mely katonai határőrvidék része lett. 1731-ben Branjug zágrábi püspök megalapította a viduševaci plébániát, melyhez akkor Viduševacon kívül Dvorišće, Jame, Trstenica és Hađer is hozzá tartozott. 1745-ben megalakult a Glina központú első báni ezred, melynek fennhatósága alá ez a vidék is tartozott. 1881-ben megszűnt a katonai közigazgatás. A falunak 1857-ben 426, 1910-ben 356 lakosa volt. 1918-ban az új szerb-horvát-szlovén állam, majd később Jugoszlávia része lett. A második világháború idején a Független Horvát Állam része volt. 1991. június 25-én az akkor kikiáltott független Horvátország része lett. 1991 október 1-jén a szerbek a falut elfoglalták és lerombolták, a horvát lakosságot elűzték. 1995. augusztus 8-án a Vihar hadművelettel foglalta vissza a horvát hadsereg. A településnek 2011-ben 99 lakosa volt, akik mezőgazdasággal (főként szőlőtermesztéssel) és állattartással foglalkoztak.

## Népesség
| Lakosság változása | Lakosság változása | Lakosság változása | Lakosság változása | Lakosság változása | Lakosság változása | Lakosság változása | Lakosság változása | Lakosság változása | Lakosság változása | Lakosság változása | Lakosság változása | Lakosság változása | Lakosság változása | Lakosság változása | Lakosság változása |
| ------------------ | ------------------ | ------------------ | ------------------ | ------------------ | ------------------ | ------------------ | ------------------ | ------------------ | ------------------ | ------------------ | ------------------ | ------------------ | ------------------ | ------------------ | ------------------ |
| 1857               | 1869               | 1880               | 1890               | 1900               | 1910               | 1921               | 1931               | 1948               | 1953               | 1961               | 1971               | 1981               | 1991               | 2001               | 2011               |
| 426                | 290                | 252                | 332                | 338                | 356                | 316                | 320                | 269                | 278                | 287                | 253                | 203                | 185                | 126                | 99                 |

## Nevezetességei
Páduai Szent Antal (Sveti Jantol) tiszteletére szentelt római katolikus kápolnája a Glina felett emelkedő Jantolovo nevű magaslaton, Prekopa faluval átellenben áll. Az első kápolnát még 1663-ban építették ezen helyen, a mai kápolna 1743-ban épült. Az eredetileg fából épített kápolnát 1894-ben átépítették, falait téglából emelték újra. Harangtornya és sekrestyéje 1922 és 1929 között épült. Ekkor pótolták az I. világháborúba elvitt két harangot is. A II. világháború során a közeli Prekopa felől gránáttalálat érte. 1991 őszén a falut elfoglaló szerbek súlyosan megrongálták. Beomlott a tető és az oldalfalak egy része, berendezése megsemmisült. A háború után teljesen újjá kellett építeni. A kápolnát 1997. június 27-én szentelték fel újra. A szentet ábrázoló oltárképe védett műemlék. A körülötte fekvő temetőbe temetkeznek Dvorišće mellett a környező falvak, Hađer, Mala Solina és Jame lakói is. A kápolnától nagyszerű kilátás nyílik a Glina völgyére és a Zrinska gora hegységre.